# Hypena senicula
Hypena senicula là một loài bướm đêm thuộc họ Erebidae. Đây là loài đặc hữu của Kauai.